# يحيى الحيمي
يحيى الحيمي ممثل يمني، اشتهر بأدوار الكوميديا إلى جانب غيرها من الأدوار التي كان يكسبها ثوبا كوميديا حتى ولو كان فيها شر، اشتهر بأدائه الطبيعي بلهجة يمنية صافية.

## عن حياته
الفنان يحيى الحيمي من مواليد 1960م محل «السادة» عزلة «الجدعان» بمديرية الحيمة الداخلية، محافظة صنعاء، متزوج وأب لثلاثة ذكور وخمس اناث.
التحق بالمسرح الوطني في العام 1978 وكان أول عمل مسرحي يشارك فيه هو مسرحية الحارس لتتوالى بعدها أعماله المسرحية في المسرح اليمني، له العديد من المشاركات العربية والدولية مثل الأسبوع الثقافي اليمني في الكويت في العام 1980، وكان أول عمل تلفزيوني له في العام 1979 مسلسل «حكاية في مثل» ومسلسل «شهريار» و«ضاح اليمن» و«نجوم الحرية» و«الإعصار».
اشتهر في المسلسل الكوميدي الاجتماعي «كيني ميني» حيث مثل الحيمي في جميع الأجزاءالثلاثة الأولى وكذا في جزئيه الرابع والخامس، بالإضافة إلى دوره في «عيني عينك» ومسلسل «شر البلية» و«همي همك» بالإضافة لعديد من المسرحيات التي شهدت على إبداعه في مجال الفن والتمثيل وخصوصاً في الكوميديا والدراما الاجتماعية التي لامست هم المواطن العادي وظروفه المعيشية والعديد من الأعمال الاذاعية المتنوعة.

## أعمال

### مسلسلات
- حكاية في مثل
- وضاح اليمن
- ورقة
- نجوم الحرية
- كيني ميني
- عيني عينك
- شر البلية
- همي همك

### مسرحيات
- الحارس
- رسالة إلى سيف
- الفأر في قفص الاتهام
- علمي علمك

## وفاة الفنان يحيى الحيمي
توفي الفنان يحيى الحيمي في صبيحة يوم الأربعاء الخامس عشر من مايو 2013 في المستشفى العسكري بصنعاء بعد إصابته بذبحة صدرية حيث مكث في المرض ما يقارب العشرة أيام وتم تشييع جثمانه إلى مقبرة في شارع مأرب بالعاصمة صنعاء في اليوم التالي لوفاته.
1. ↑  Saba Net :: سبأ نت نسخة محفوظة 05 مارس 2016 على موقع واي باك مشين.